# دوري المنطقة الغربية
 دوري المنطقة الغربية
الذي بدأ من الخمسينات الميلادية
والسبعينات الهجرية

## هل يوجد نسخة ودية
جميع النسخ رسمية غير واحدة وهي ودية
وهي بطولة دوري المنطقة الغربية
بسبب أنها خارجة من مظلة الاتحاد السعودي كرة القدم

## الأندية الذي فازت بالبطولة
| النادي  | البطل الكأس | عدد البطولات |
| ------- | --- | ------------ |
| الأهلي  | دوري جلالة الملك 62-1963 دوري جلالة الملك 65-1966 بطولة دوري المنطقة الغربية 68-1969 بطولة دوري المنطقة الغربية 69-1970 بطولة دوري المنطقة الغربية 70-1971 بطولة دوري المنطقة الغربية 71-1972 بطولة دوري المنطقة الغربية 72-1973 بطولة دوري المنطقة الغربية 73-1974 | 8            |
| الاتحاد | دوري جلالة الملك 61-1962 دوري جلالة الملك 63-1964 دوري جلالة الملك 64-1965 | 3            |
| الوحدة  | الدوري العام في المنطقة الغربية 53-1954 بطولة دوري المنطقة الغربية 66-1967 بطولة دوري المنطقة الغربية 67-1968 | 3            |

## أبطال البطولة
| العام | البطل  | الوصيف  | النتيجة |
| ----- | ------ | ------- | ------- |
| 1953  | الوحدة | الاتحاد | 0-4     |

| العام | البطل           |
| ----- | --------------- |
| 1961  | الاتحاد السعودي |
| 1962  | الأهلي السعودي  |
| 1963  | الاتحاد السعودي |
| 1964  | الاتحاد السعودي |
| 1965  | الأهلي السعودي  |

| العام | البطل          |
| ----- | -------------- |
| 1966  | الوحدة السعودي |
| 1967  | الوحدة السعودي |
| 1968  | الأهلي السعودي |
| 1969  | الأهلي السعودي |
| 1970  | الأهلي السعودي |
| 1971  | الأهلي السعودي |
| 1972  | الأهلي السعودي |
| 1973  | الأهلي السعودي |